# Rozella cladochytrii
Rozella cladochytrii är en svampart som beskrevs av Karling 1941. Rozella cladochytrii ingår i släktet Rozella och riket svampar.   Inga underarter finns listade i Catalogue of Life.